# Демірказик
Демірказик (тур. Demirkazık, також Деміркозик; укр. Залізний пост) — гора, яка вважалася найвищою вершиною хребта Аладаглар, що в Центральному Таврі у турецькій провінції Нігде. Висота становить 3756 м н. р. м. Проте останні точні вимірювання вершин хребта виявили, що гора  Кизилкая (3767 м) вища на 11 м.

## Підкорення
Перше успішне офіційне сходження на вершину було здійснено альпіністами Георгом Кюнне, Вільгельмом Мартіном, його дружиною Маріанною, Велі Чавушом та його дружиною Юнус у липні 1927 року.